# عزب الخليج بحري
قرية عزب الخليج بحرى هي إحدى القرى التابعة لمركز مطوبس في محافظة كفر الشيخ في جمهورية مصر العربية. حسب إحصاءات سنة 2006، بلغ إجمالي السكان في عزب الخليج بحرى 16746 نسمة، منهم 8741 رجل و8005 امرأة.